# Soudost
La Soudost (en ukrainien et en russe : Судость) est une rivière de Russie et d'Ukraine et un affluent droit de la Desna, dans le bassin hydrographique du Dniepr.

## Géographie
La Soudost arrose l'oblast de Briansk, en Russie, et l'oblast de Tchernihiv, en Ukraine. Elle est longue de 208 km et draine un bassin de 5 850 km2. Son débit moyen est de 18,9 m3/s à 25 km de l'embouchure. Elle est gelée de novembre - décembre à fin mars - début avril. Elle se jette dans la Desna dans le parc national Desnianko-Starohoutski.

## Villes
La principale ville arrosée par la Soudost est Potchep, en Russie.

## Source
- Grande Encyclopédie soviétique